# رئيس وزراء مالطا
رئيس وزراء مالطا (بالمالطية: Prim Ministru ta' Malta)‏ هو رئيس الحكومة وهو أعلى مسؤول في مالطا.

## التأسيس
تأسَّسَ مكتبُ رئيس الوزارء بمجرّد ما حصلت مالطا على استقلالها في عام 1921؛ لكنّه عُلِّق مرتين؛ كانت الأولى في الفترةِ الممتدةِ من 1930 وحتّى 1933 وفيها احتُفظ برئيس الوزارء (جيرالد ستريكلاند حينها) ومجلس وزرائه، بينما تمَّ التعليقُ الثاني في عام 1934 وفيها طُرد مجلس الوزراء. أُلغي الدستور المالطي – الذي صِيغَ عام 1921 – في عام 1936 فلم يعد منصبُ رئيس الوزراء قائمًا بعدما أصبحت مالطة تحت الإدارةِ الاستعماريّة المُباشِرة. أُعيد تفعيل المكتب في عام 1947 بعدما حصلت مالطا على حكمٍ ذاتي فسُمِّي باسمِ «رئيس وزراء مالطا». أُلغي المنصبُ مرةً أخرى عندما تم تعليق دستور 1947 بين عامي 1958 و1962 ولكن تمَّ الاحتفاظِ بالمكتبِ إلى حدٍ كبيرٍ دون تغيير إلى حين سنّ دستورٍ جديدٍ للبلاد عام 1964 والذي شهدَ عددًا من التعديلات عام 1974 بما في ذلك تلكَ التعديلات التي مسَّت مباشرة مكتب رئيس الوزراء.

## الوظائف دستورية
يُعيّن رئيس مالطا – الذي يرأسُ السلطة التنفيذية اسميًا – رئيسًا للوزراء الذي يجبُ أن يكون عضوًا في البرلمان والذي يرى الرئيسُ أنّه الأنسب للمنصب خاصة إذا حظي بموافقةِ أغلبية أعضاء مجلس النواب. في المُقابل؛ يُقدّم رئيس الوزراء – عند تعيينهِ – المشورة للرئيس بشأنِ تعيين الوزراء الآخرين. إنَّ رئيس الوزراء مُلزم دستوريًا بإبقاءِ الرئيس على علمٍ تامٍ بالسلوك العام للحكومة؛ وعندما يكونُ رئيس الوزراء بعيدًا عن مالطا يجوز للرئيسِ أن يأذن لأي عضوٍ آخر في مجلس الوزراء بأداء تلك المهام ويجوز لهذا العضو أداء تلك المهام مؤقتًا؛ وفي العادة ما يكونُ نائب رئيس الوزراء هو الذي يشغلُ هذا المنصب كرئيسِ وزراءٍ بالوكالة. من الناحية الدستورية؛ يكونُ رئيس الوزراء مسؤولاً عن تعيين أُمناء دائمين وكذلك تقديم المشورة للرئيس بشأنِ تعيين أعضاء في الهيئات القضائية والهيئات الدستورية.

## مكتب رئيس الوزراء

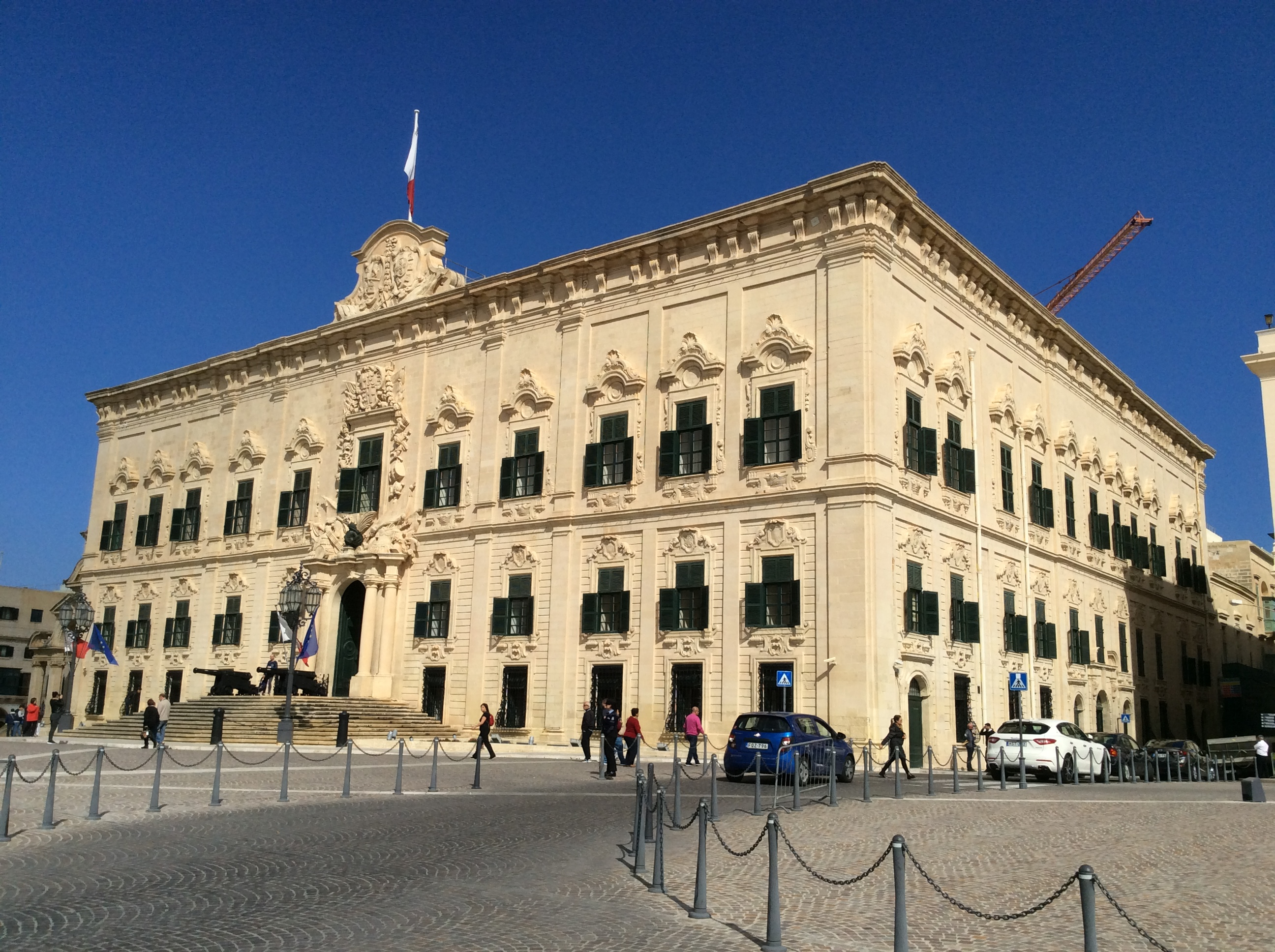
أوبيرج دي كاستيل مكتب رئيس الوزراء

يقعُ مكتب رئيس الوزراء في أوبيرج دي كاستيل في فاليتا منذ عام 1972؛ ويلعب المكتبُ دورًا رئيسيًا في صنعِ القرار انطلاقًا من أوبيرج دي كاستيل المقر الإداري للحكومة. تكملُ مهمَّة مكتب رئيس الوزراء في دعمِ رئيس الوزراء في توفيرِ التوجيه للحكومة حتى تكون فعّالة؛ وتشملُ الإدارات الأساسية للمكتب أمانة مجلس الوزراء ومكتب الإدارة وشؤون الموظفين وإدارة المعلومات.

## المقرّ
تُعتبر فيلا فرانسيا (بالمالطية: Villa Francia)‏ المقرّ الرسمي لرئيسِ الوزراء؛ في حين أنَّ قصر غيرجينتي هو المقرُّ الصيفي. لا تُستخدم هذه المقرات على نطاقٍ واسعٍ باستثناءِ الاحتفالات العامة وعندَ استقبال الأشخاص البارزين.